# EE-11 Urutu
O EE-11 Urutu é um veículo blindado de transporte de pessoal, anfíbio, com tração 6x6, desenvolvido e fabricado no Brasil pela Engesa, a partir de 1974. Sua base de transmissão e componentes do chassi são do EE-9 Cascavel, do mesmo fabricante. Ambos os veículos foram criados no contexto da mecanização da cavalaria do Exército Brasileiro e expansão da indústria bélica nacional. 
O Urutu serviu como complemento carregador de tropas para o Exército e o Corpo de Fuzileiros Navais (CFN). O CFN não quis o veículo em grandes números, mas o Exército Brasileiro adquiriu 217, que entraram em serviço a partir de 1975.
O binômio Cascavel-Urutu foi a base da nova cavalaria mecanizada brasileira por quatro décadas até sua substituição pelo VBTP-MR Guarani, a partir de 2014. 
O Urutu revelou sua idade e falhas no contingente brasileiro na Missão das Nações Unidas para a estabilização no Haiti (2004–2017), onde teve funções de policiamento. Alguns Urutus brasileiros foram transferidos a forças de segurança pública.
Foi também o primeiro blindado totalmente anfíbio desenvolvido no Brasil, podendo se impulsionar na água com velocidades de até 8 km/h, utilizando um par de hélices. Urutus já foram operados por mais de trinta exércitos nacionais e forças de segurança pelo mundo. Foram extremamente populares no Oriente Médio, especialmente com a Líbia e o Iraque, os quais compraram um grande número para complementar suas frotas de EE-9 Cascavel. O Iraque empregou seus Urutus na Guerra Irã-Iraque, que se tornou efetivamente um campo de prova para o veículo. Mesmo na década de 2010, Urutus ainda apareciam nos conflitos na região. O veículo teve muitas variantes especializadas para segurança interna, recuperação de veículos, defesa aérea, transporte de carga e evacuação médica. Uma variante híbrida foi modificada para aceitar a mesma torre com canhão de 90 mm do Cascavel, que foi oferecida sem sucesso ao Exército dos Estados Unidos, como o “Uruvel”.

## História

### Desenvolvimento
No início dos anos 1960, a indústria de defesa brasileira era irrisória e fazia pouco além de produzir armas portáteis ou repotenciar equipamento militar americano obsoleto. Entre 1964 e 196, o governo brasileiro lançou um programa para revitalizar a indústria de armamentos em resposta à uma crescente relutância dos EUA em transferir tecnologias modernas de defesa necessárias para seu próprio esforço de guerra no Vietnã. Isso proveu o ímpeto para um número de firmas de engenharia brasileiras para começar a desenvolver novas armas para uso doméstico, nomeadamente a Engenheiros Especializados SA (Engesa). Em 1967 iniciou-se o projeto de um novo carro blindado para substituir o velho M8 Greyhound, ainda em serviço nas unidades de reconhecimento do Exército Brasileiro. Isso evoluiria ao EE-9 Cascavel, que era baseado num Greyhound atualizado, com um novo motor e suspensão. José Luiz Whitaker Ribeiro, presidente da Engesa, criou o desenho final do Cascavel e de um projeto paralelo conhecido como o “Carro Transporte de Tropas Anfíbio” (CTTA), que seria uma variante anfíbia transportadora de tropas montada num chassi semelhante. O primeiro protótipo foi terminado em 1970. No final de 1973, a Marinha do Brasil aceitou o CTTA para testes preliminares com o Corpo de Fuzileiros Navais. Os Fuzileiros Navais não aceitaram comprar o veículo em grandes números e só pediram seis. Oficiais do Exército Brasileiro tiveram mais interesse e encomendaram 217. A produção em massa do CTTA começou em 1974. Os veículos foram montados numa nova fábrica construída pela Engesa para esse fim, em São José dos Campos. Os primeiros CTTAs entraram em serviço no Exército Brasileiro no ano seguinte.
O Urutu beneficou-se grandemente do sucesso de exportação inicial do EE-9 Cascavel, com um número de exércitos nacionais encomendando ambos os veículos para simplificar a logística. O Chile comprou 37 em 1975 para complementar sua frota preexistente de Cascavéis, seguido por ordens semelhantes da Líbia e Iraque. Alguns dos Urutus líbios e iraquianos foram reexportados para outros estados e movimentos militantes regionais.
Em 1980, o Exército dos Estados Unidos publicou uma licitação por um novo blindado sobre rodas para uma força de desdobramento móvel recém-proposta, capaz de trazer poder de fogo aerotransportável no evento de uma crise no Oriente Médio ou Ásia. Em resposta, a Engesa propôs um Urutu com um anel de torre grande e o mesmo canhão de 90 mm do Cascavel. Este veículo híbrido era conhecido com o “Uruvel”. Ao menos um Urutu modificado foi entregue para testes nos EUA. Se o Exército Americano adotasse o Uruvel, pouco mais da metade da produção do veículo seria feita nos EUA pela FMC Corporation. Antecipando uma proposta bem-sucedida, a FMC chegou a comprar licenças da Engesa para produzir tanto o Urutu quanto o Cascavel, assim como suas partes associadas. A variante também participou sem sucesso de concorrências no Canadá, onde foi denominada “Hydracobra”, e na Malásia. O programa foi arquivado no final dos anos 1980, e o Uruvel foi adotado apenas pela Tunísia, que comprou doze unidades.
A Engesa passou por uma crise financeira no início dos anos 1990, que a obrigou a suspender todas as suas linhas de produção. Em 1993 a firma já estava na bancarrota e a produção do Urutu foi formalmente terminada.

### Serviço

#### No Brasil

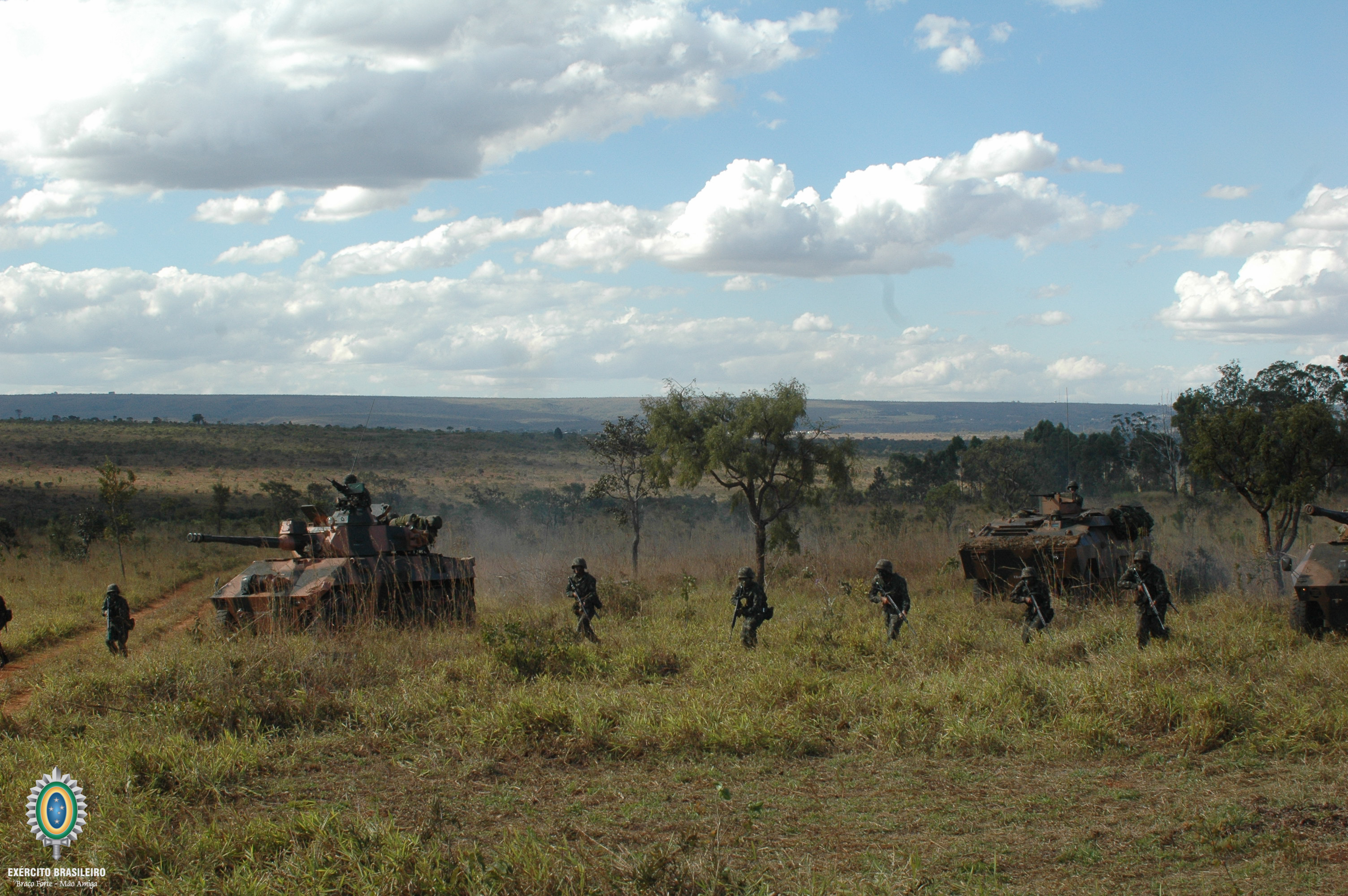
Cavalaria mecanizada brasileira: Urutu, fuzileiros desembarcados e Cascavel

Em 1972, o Exército Brasileiro e o Corpo de Fuzileiros Navais formalmente expressaram interesse no veículo, e no final de 1973 as primeiras unidades de pré-produção estavam sendo testadas. Os Urutus dos fuzileiros navais tinham aletas de guarnição, hélices envoltas, um par de lemes e quatro tubos de ar. Ao contrário da versão do Exército, projetada apenas para atravessar rios, o Urutu naval deveria deslocar-se no mar. O CFN investia muito na motomecanização. Pela associação do blindado à cavalaria, seus pioneiros adotaram o cavalo-marinho como símbolo. Porém, o Urutu mostrou-se lento e difícil de governar no mar, pois tinha hélices e lemes pequenos, ao invés de turbina d'água, e formato pouco hidrodinâmico. Sugestões foram enviadas à Engesa, mas as atenções da Marinha passaram ao LVTP-7 americano. Os “Urutus-mar” adquiridos tiveram serviço curto. A Engesa apresentou uma versão bastante melhorada em 1986, mas a Marinha não tinha mais interesse em comprar.
Considerações financeiras e a falta de confiabilidade sentida sobre o fornecimento de equipamento militar pelos EUA proveram o ímpeto para o sucesso do programa do Urutu com o Exército Brasileiro. A Engesa havia cultivado uma relação próxima de trabalho com oficiais do Exército, e ligações pessoais foram vitais para assegurar o contrato inicial para um novo transporte. Na reorganização militar da virada da década de 1970, a cavalaria hipomóvel (montada a cavalo) estava sendo eliminada e novos meios motorizados, mecanizados e blindados eram incorporados. O binômio Urutu–Cascavel, de fabricação nacional, foi o que permitiu a criação de brigadas de cavalaria mecanizada. Além dos cavalos, eles substituíam veículos mais antigos, no caso do Urutu, os meia-lagartas e M3 Scout Cars.
O Urutu era também avaliado favoravelmente porque o Exército queria veículos leves sobre rodas capazes de operar em grandes distâncias sem as considerações logísticas exigidas por veículos mais pesados ou sobre esteiras. Dois Cascavéis e um Urutu eram usados em conjunto em cada pelotão, complementando um ao outro com suas características automotivas semelhantes. A logística e partes compartilhadas facilitavam essa prática. O Urutu transportava um grupo de combate de nove fuzileiros mecanizados, a “infantaria” da cavalaria mecanizada. A organização dos pelotões previa também outro Urutu carregando um morteiro médio de 81 mm.
Os Urutus do Exército foram empregados nas intervenções em greves no final dos anos 1980, notavelmente na Companhia Siderúrgica Nacional em 1988. O Jornal do Brasil cunhou o termo "Era Urutu" para o fenômeno das intervenções.

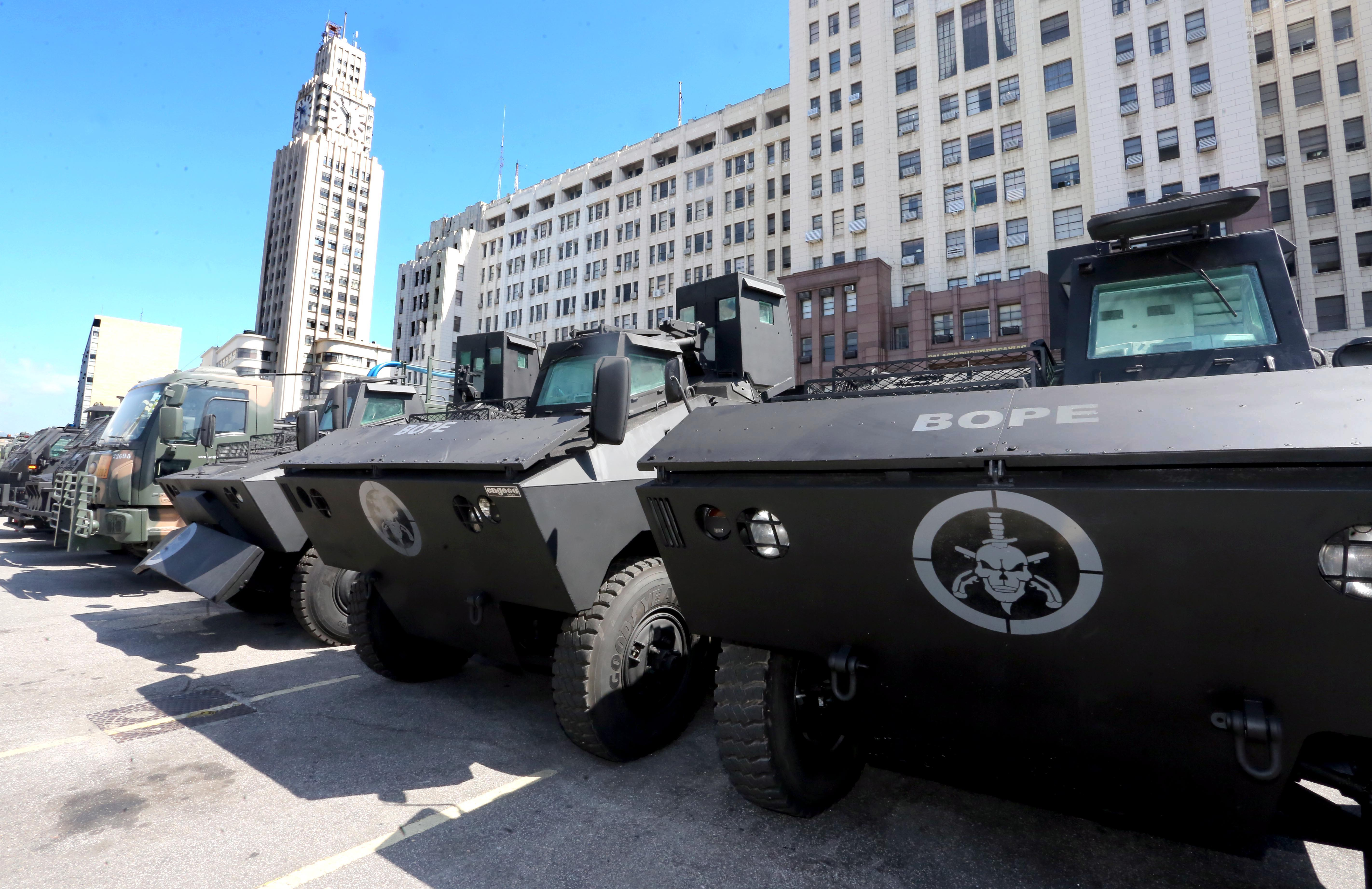
Urutus modificados com base na experiência no Haiti e entregues à polícia

Trabalhos de recuperação no Cascavel e Urutu, que já estavam antigos, mas eram caros de substituir, iniciaram-se no final dos anos 90. O Urutu participou do contingente brasileiro na Missão das Nações Unidas para a estabilização no Haiti, a partir de 2004. Ele serviu basicamente para o policiamento e teve melhor desempenho nessa função do que blindados, como o caveirão usado no Rio de Janeiro. O Urutu era o único blindado nas forças de manobra do contingente, afora os veículos dos Fuzileiros Navais. Nas vielas estreitas de Porto Príncipe enfrentou grandes manifestações, suportou ataques de gangues armadas e atravessou obstáculos, como fossos cavados por criminosos. A experiência no Haiti revelou diversas deficiências de design, especialmente vulnerabilidades defensivas. Os veículos sofreram intenso desgaste. Eles receberam atualizações, como uma cabine blindada para o motorista, torreta blindada para o atirador, “berço” blindado nas escotilhas de cima e lâmina do tipo “bulldozer” na frente, para remoção de obstáculos. Apesar da idade do veículo, ainda haviam empresas capazes de realizar sua manutenção.
O Exército iniciou também o projeto de um sucessor do Urutu, originalmente denominado “Urutu III”, que deu origem ao Guarani. Em 2010, um programa de modernização das viaturas antigas havia obtido um protótipo com reforço na blindagem, um motor mais potente e econômico, o que aumentou a velocidade máxima e a autonomia, e um sistema de câmbio automático.  Porém, com quatro décadas de idade, a tecnologia básica do Urutu já estava bastante ultrapassada, apesar das atualizações constantes. Em 2014 saiu o primeiro lote do Guarani, a partir de então substituindo o Urutu. Três unidades com as atualizações realizadas para as favelas do Haiti, além da retirada da metralhadora principal, foram doadas para a Polícia Militar do Estado do Rio de Janeiro, em 2018. Outras duas passaram para o Departamento Penitenciário Nacional, em 2020.
135 Urutus do modelo M2 ainda estavam em serviço em setembro de 2022, quando o Exército desativou 130. As remanescentes foram três modelos ambulância e dois modernizados. Das viaturas desativadas, duas seguiram à preservação histórica, 11 foram doadas ao Uruguai e 30 separadas para outras doações, incluindo 20 para o Paraguai. Em março de 2024, 20 viaturas do modelo M5 e 76 do modelo M6 foram também desativadas, deixando 41 viaturas M6 em serviço até que possam ser substituídas pela VBTP Guarani.

#### No exterior

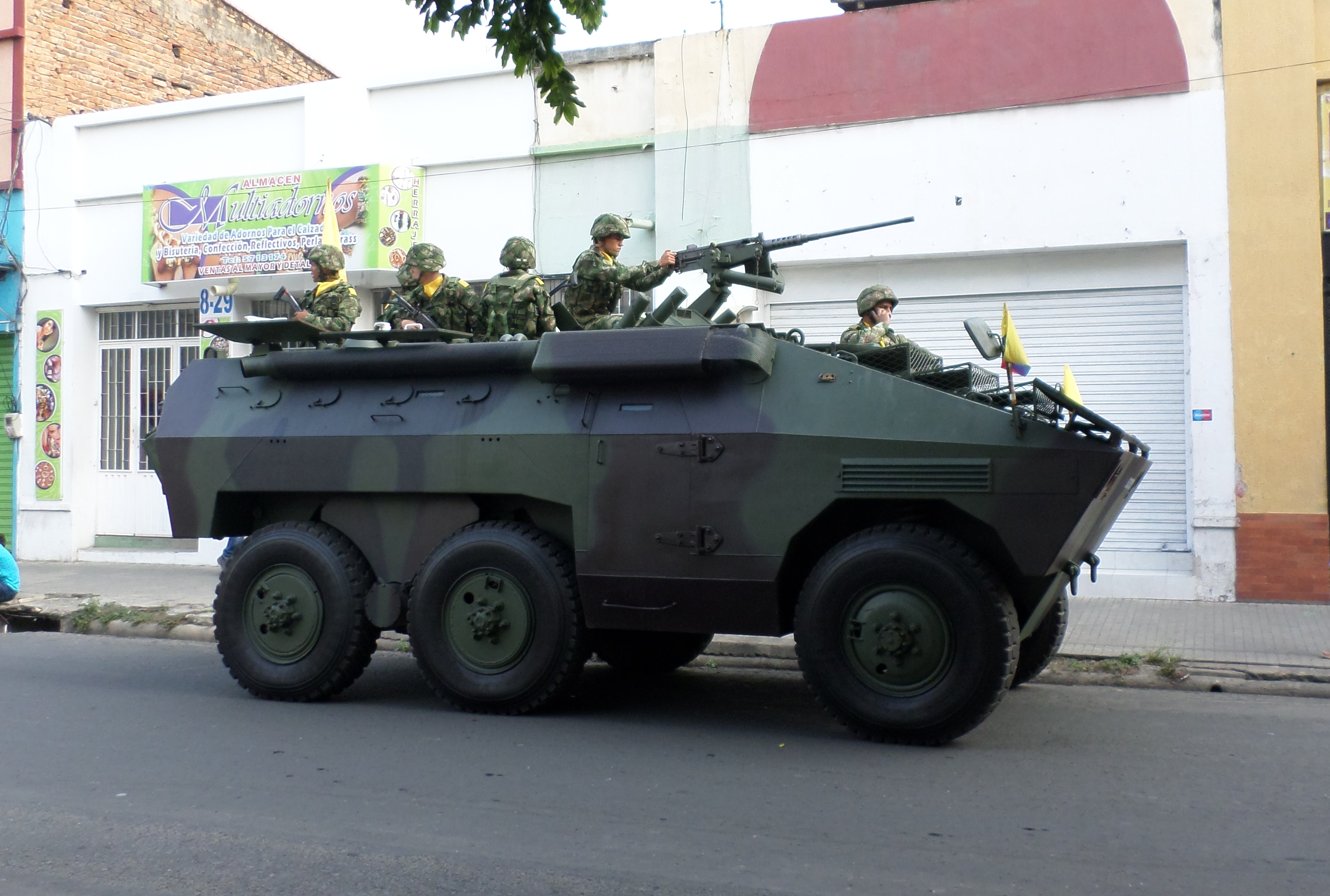
EE-11 Urutu em serviço com o Exército Colombiano em 2016

A Engesa conseguiu exportar Urutus amplamente em três continentes. A natureza rústica dos veículos, assim como sua simplicidade tecnológica e de manutenção, tornavam-nos aquisições atraentes para um número de exércitos na América do Sul, Oriente Médio e África. Além disso, a Engesa era financeiramente dependente na perspectiva de exportações, sem as quais ela seria incapaz de sustentar a produção, mesmo com os largos pedidos de Cascavel e Urutu feitos pelo Exército Brasileiro. Como o mercado doméstico era simplesmente insuficiente para suportar uma indústria de veículos blindados, as ordens de exportação eram vistas como úteis para atingir a economia de escala necessária para tornar as operações da Engesa viáveis. Em 1973, a Engesa participou sem sucesso da licitação para desenvolver um novo veículo de combate de infantaria sobre rodas para o Exército da África do Sul. A África do Sul era a primeira potência estrangeira a expressar interesse direto no Urutu e até mesmo testou um modelo otimizado para as condições sul-africanas, o “Vlakvark”. A Engesa perdeu a licitação para uma firma alemã que produziu um protótipo do que depois se tornaria o Ratel.
Sua próxima tentativa de oferecer o Urutu no mercado internacional foi no Chile e teve mais sucesso. Devido ao isolamento político da ditadura militar chilena, a Engesa encontrou pouca competição para vender veículos blindados às forças armadas do país. O Chile não teve opção e pediu 37 Urutus em 1975. A importância com a qual a Engesa tratou essa ordem foi ressaltada pela sua priorização da compra chilena na produção, com as ordens domésticas para o Exército Brasileiro temporariamente deixadas de lado. Em 1976, mais Cascavéis e Urutus foram entregues ao Chile do que estavam em serviço com as Forças Armadas Brasileiras inteiras. O Chile aposentou seus Urutus em 2002 e vendeu a frota inteira para uma empreiteira israelense de defesa para a reexportação.
O maior sucesso da Engesa no mercado de exportação veio nos anos 1970 com a Líbia, que pediu 200 Cascavéis como parte de uma negociação de armamentos valendo $ 100 milhões. A estreia do Cascavel em combate na Guerra Líbia-Egito de 1977 provocou interesse internacional nos veículos blindados da Engesa, especialmente no Oriente Médio, e vários países árabes como o Iraque mandaram missões militares ao Brasil naquele ano para avaliá-los. O Exército Iraquiano subsequentemente pediu 100 Urutus. A Líbia pediu mais Cascavéis e 180 Urutus em 1981. Com o tempo, as duas nações tornaram-se as maiores operadoras individuais do veículo. Cada uma teria tido centenas de Urutus em serviço. Entretanto, há registro da compra de apenas 148 pelo Iraque e 40 pela Líbia.
A Líbia empregou seus Urutus amplamente durante seu conflito com o Chade, principalmente em operações mecanizadas em apoio aos rebeldes da Frente de Libertação Nacional do Chade (FROLINAT). Para minimizar a extensão do envolvimento líbio explícito, os Urutus eram tipicamente posicionados perto de postos da FROLINAT e apresentados à imprensa como veículos dos rebeldes. Antes da Guerra Civil Líbia de 2011, o Exército Líbio teria tido 100 Urutus ainda em serviço, embora seja incerto quantos estavam em reserva e operacionais. Na Segunda Guerra Civil Líbia, alguns foram aparentemente restaurados ao serviço por milícias e reequipados com lançadores múltiplos de foguetes BM-11.
Na Tunísia, os Urutus da Guarda Nacional foram usados em controle de manifestações na Primavera Árabe em 2011.  No Conflito armado na Colômbia, Urutus foram usados contra as Forças Armadas Revolucionárias da Colômbia e outros grupos de 1982 a 2016.
O Urutu foi empregado por ambos os lados da Guerra Irã-Iraque. A maioria dos Urutus iraquianos foram designados para brigadas individuais da Guarda Republicana Iraquiana durante o conflito. Eles foram usados em pequena escala na Guerra do Golfo e na invasão americana do Iraque, sofrendo várias baixas. Alguns foram capturados pela Peshmerga curda e usados contra o Estado Islâmico de 2015 a 2018 como remuniciadores de carros de combate T-54 e T-55. Outras facções como o Exército Iraquiano e as Forças de Mobilização Popular também usaram Urutus durante a Guerra Civil Iraquiana (2011–2017).
A origem da frota de Urutus iraniana é incerta; embora a maioria foi aparentemente capturada do Iraque, o historiador francês Pierre Razoux afirmou que ao menos alguns dos Urutus iranianos foram adquiridos diretamente do Brasil. Outra possibilidade é que os Urutus foram transferidos ao Irã por outro país. Nenhuma condição restritiva era imposta sobre a revenda ou transferência dos Urutus comprados pela Líbia, permitindo àquele país reexportar Cascavéis e Urutus como quisesse. A Líbia supostamente exportou 130 veículos blindados não identificados de origem brasileira para o Irã antes de 1987.

## Descrição
O layout básico de todas as variantes do Urutu é o mesmo: o compartimento do motorista está localizado na dianteira esquerda do chassi, com o compartimento do motor na dianteira direita e o compartimento de tropas imediatamente para trás. A posição do motor é a principal diferença para com o Cascavel, onde ele está atrás. O motorista é provido de uma escotilha e três periscópios de direção no glacis anguloso. Quando a escotilha está fechada, sua visibilidade é limitada.
Os passageiros podem desembarcar de portas em cada lado do chassi ou por trás; há também quatro escotilhas de emergência no teto. O compartimento de tropas tem como padrão viseiras e seteiras para permitir aos passageiros a percepção situacional enquanto embarcados. As seteiras são onze, no total; cinco de cada lado e uma atrás. Os passageiros combatem a pé ou embarcados. No segundo caso, podem estar escotilhados, atirando pelas seteiras, ou desescotilhados. A visibilidade nas seteiras é pequena, de forma que os soldados tendem a atirar a “esmo” por elas, na avaliação do Exército Brasileiro. A visibilidade do motorista escotilhado é também limitada.
O chassi de um Urutu é composto de duas camadas distintas de aço balístico soldado, com 8 mm de espessura. A camada externa é mais rígida e protege contra a perfuração, e a interna, contra o estilhaçamento. Ela resiste à queima-roupa o fogo de armas portáteis, incluindo munição perfurante de blindagem 7,62×39mm. A 50 m resiste a projéteis comuns de 7,62×51mm NATO, e a 100 m, projéteis perfurantes. Calibres maiores como 12,7x99mm NATO podem penetrar. A proteção contra estilhaços de granada é boa. As vulnerabilidades são o grande número de seteiras, a impossibilidade de montar blindagem adicional e a inexistência de sistemas antiminas, anti-incêndio e de enchimento automático de pneus.
O Urutu padrão foi montado com uma metralhadora pesada Browning M2 12.7 mm. A metralhadora é operada por um atirador sentado diretamente atrás do motorista na esquerda do chassi. Em todos os modelos de produção tardia, a estação do atirador também recebeu viseiras de visão diurna/noturna com magnificação de cinco vezes e um telêmetro estadimétrico. Algumas das variantes mais comuns substituíram a metralhadora Browning por uma única torre ou metralhadora de uso geral. Dependendo do tamanho do anel da torre, também era possível encaixar torres mais pesadas carregando canhões-morteiro ou canhões de baixa pressão para apoio de fogo direto.
A transmissão consiste numa caixa de marcha automática Allison MT-643 com cinco relações de transmissão à frente e uma de ré. Os Urutus iniciais do Exército Brasileiro usavam caixas de marcha manuais Clark (com o mesmo padrão de marchas) ou Mercedes-Benz 63/40. As rodas da frente têm uma suspensão duplo A independente, enquanto os dois eixos traseiros têm uma suspensão “walking beam” do tipo único de “boomerang” da Engesa, com molas semielípticas.
O Urutu tem um chassi muito distinto, com um glacis em ângulo agudo; a frente do chassi declina em 60° até pouco além das rodas traseiras. Os lados do chassi são verticais até metade da altura do teto, inclinando então ligeiramente para dentro. As portas do chassi são visíveis entre os vãos das rodas em cada lado do veículo, embora a última leva de produção dos Urutus da Engesa tenha eliminado a porta direita para criar um compartimento de motor mais espaçoso.

## Variantes

### Modelos de produção

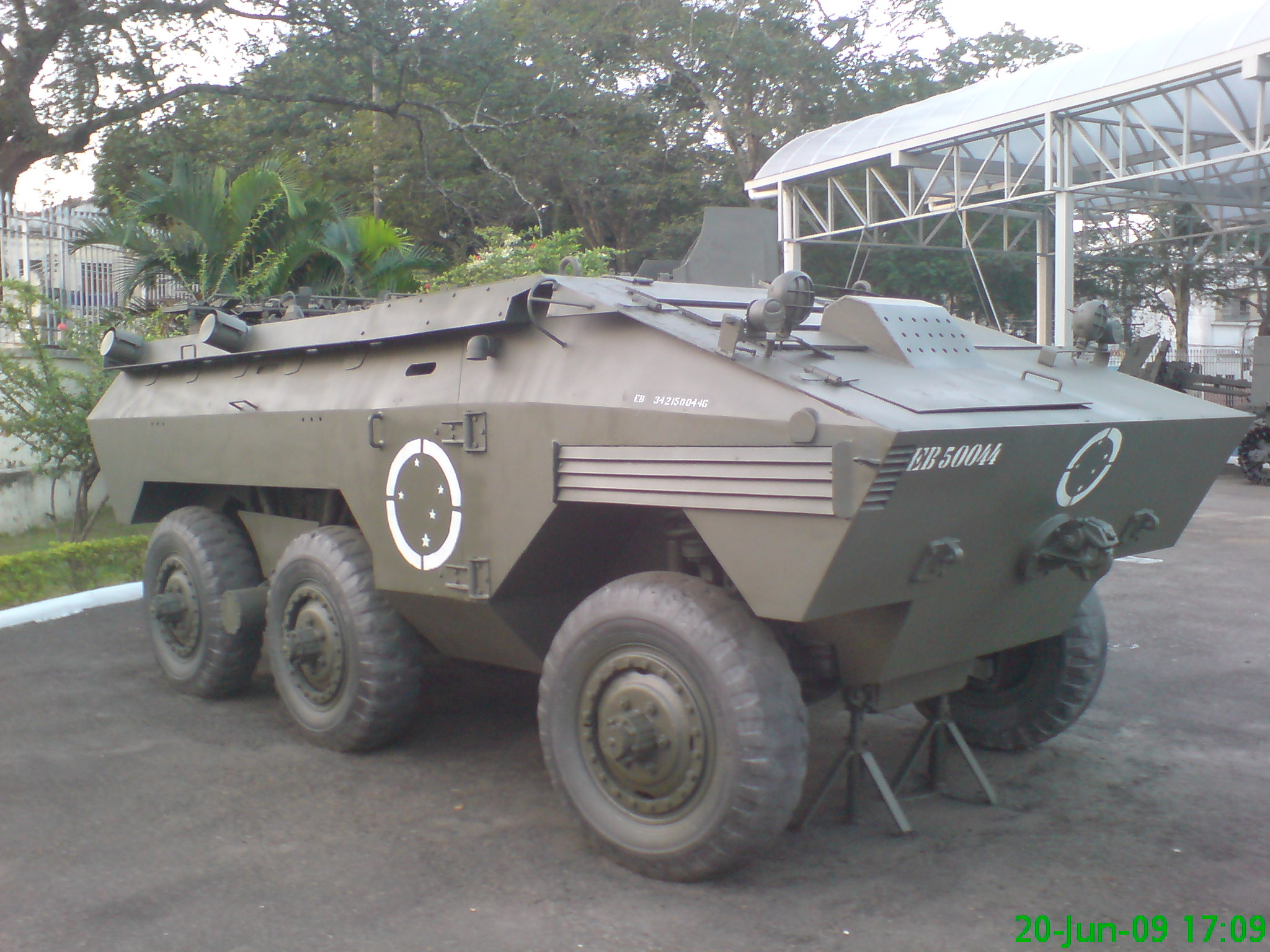
Primeiro modelo do Urutu

- Urutu M1: Primeiro modelo de produção a entrar em serviço com o Exército Brasileiro em 1975. Movido por um motor Merdeces-Benz de 174 cv (130 kW) com uma transmissão manual Clark.[3][6] Esta variante também não tinha hélices; a propulsão na água era feita pelas próprias rodas.[3]
- Urutu M2: Segundo modelo de produção, que substituiu a caixa de marcha Clark com uma Mercedes-Benz 63/40 mas em outros aspectos era idêntico ao primeiro modelo.[3]
- Urutu M3: Terceiro e mais produzido modelo, que incorporou uma caixa de marcha automática Allison MT-643 e um motor a diesel Detroit Diesel 6V-53T de seis cilindros refrigerado a água.[3]
- Urutu M4: Modelo de produção final introduzido pela Engesa, que oferecia a opção de um motor Mercedes-Benz OM 352 de 190 cv (142 kW) e uma caixa de marcha automática Allison AT-540.[6][3] Outras opções possíveis incluem várias combinações de motor Mercedes e caixa de marcha Allison.[3]

### Outras variantes

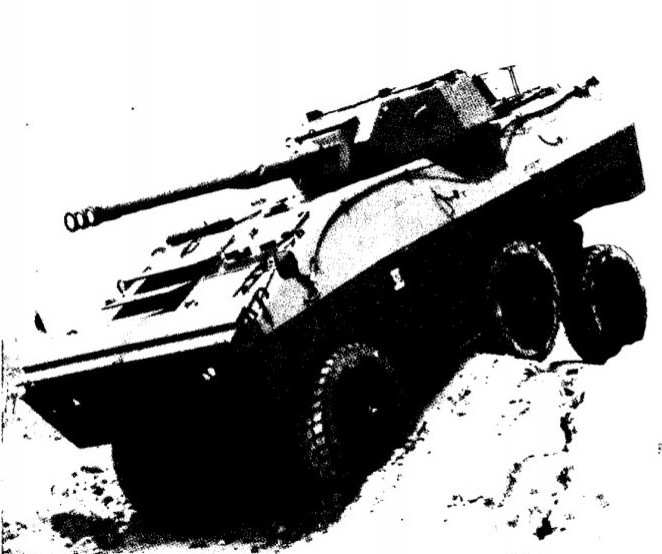
Uruvel com canhão de 90 mm em testes

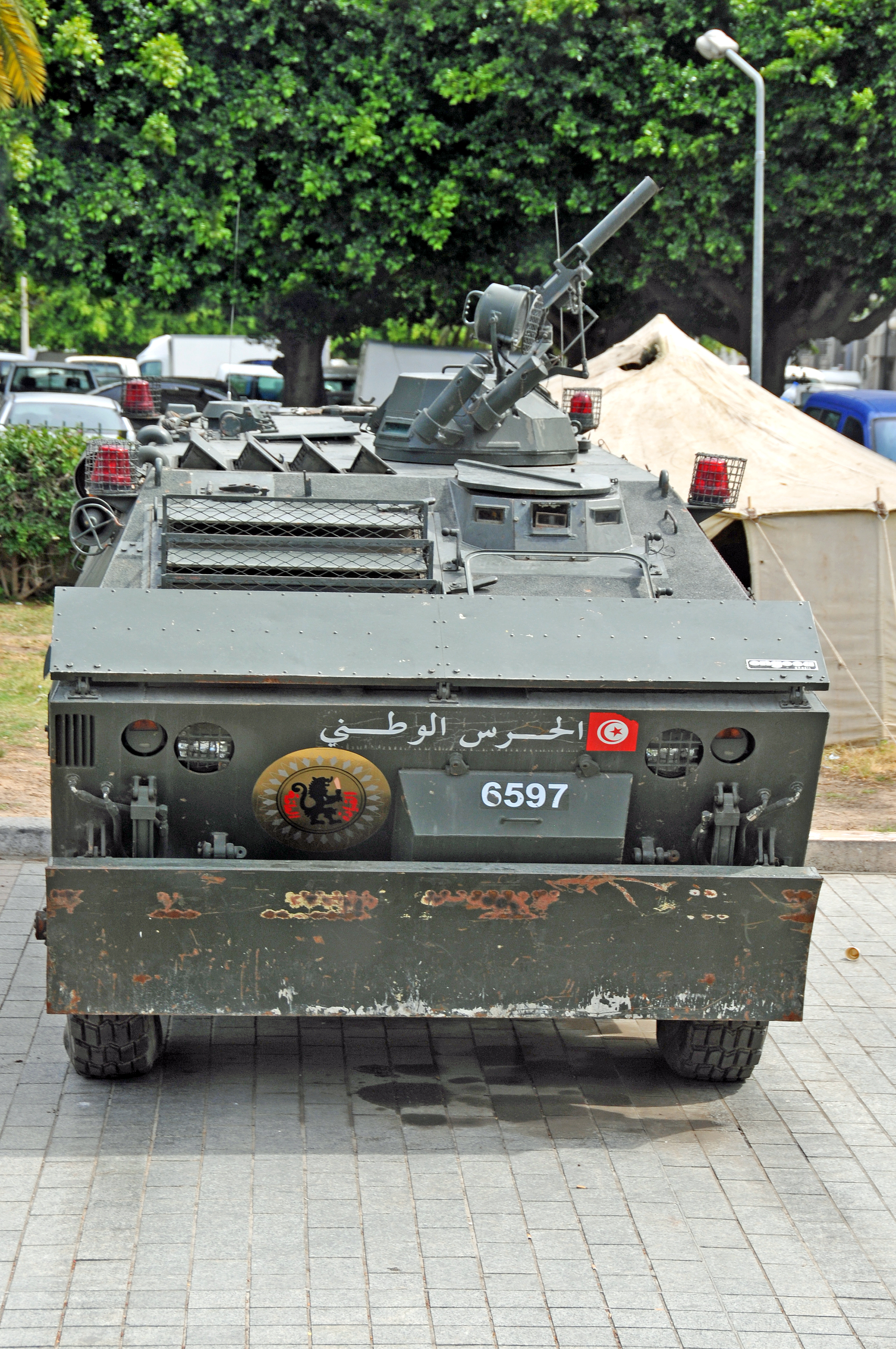
Lâmina num modelo antimotim tunisiano

A Engesa produziu uma diversidade de variantes que montaram modificações nos seus modelos de produção básicos; dessas, o Uruvel é o melhor conhecido, enquanto os outros ficaram em grande parte sem nome e eram tipicamente designados de acordo com sua função desejada.
- Uruvel: Também conhecido como o “Veículo de Apoio de Fogo Blindado Urutu”, o Uruvel foi projetado para um programa do Exército Americano dos anos 1980 que buscava um blindado sobre rodas multiuso e aerotransportável capaz de prover apoio de fogo direto quando necessário. Era um Urutu básico modificado com um anel de torre largo para acomodar o canhão Cockerill Mk. III 90 mm e torre EC-90 do EE-9 Cascavel. O Uruvel foi revelado a público pela primeira vez em 1985; ele acomodava quatro soldados de infantaria e mais um motorista e tripulação de dois homens na torre.[3]
- EE-11 Porta-Morteiro: Modificada com um morteiro de 81 mm no compartimento de tropa; o morteiro é disparado por uma escotilha no teto, podia ser elevado de +40° a +80° e foi projetado para desmonte rápido quando necessário. Uma metralhadora de uso geral 7,62 mm foi montada sobre o chassi para autodefesa.[3]
- EE-11 Ambulância: Equipada com quatro macas, um freezer e equipamento médico. Tinha um teto elevado, com o compartimento de tropas redesenhado para o transporte de feridos.[3]
- EE-11 Antimotim: Sem torre e equipado com uma lâmina “bulldozer” para eliminar barricadas de rua.[44]
- EE-11 Socorro: Modificada com um guindástico hidráulico e guincho, gerador portátil e maior espaço de armazenamento para acomodar ferramentas e equipamento de solda.[3]
- EE-11 Anttitanque: Com uma torre de um homem abrigando um canhão automático de 25 mm capaz de atirar 600 projéteis por minuto e mísseis guiados antitanque TOW. Esta variante foi desenvolvida para os Emirados Árabes Unidos;[45] ela também podia ser montada com um míssil guiado antitanque MILAN.[3]
- EE-11 Transporte: Designado como transporte geral para carregar ou rebocar cargas pesadas. esta variante tinha uma capacidade de carga interna de até 2000 kg.[3]
- EE-11 Comando e Controle: Modificada para carregar equipamento de rádio adicional.[3]
- EE-11 Defesa Aérea: Com um par de canhões automáticos de 20 mm em uma torre de desenho francês Electronique Serge Dassault TA20/RA20.[3]

Havia também protótipos do Urutu modificados para carregar torres armadas com um par de metralhadoras de uso geral, um par de metralhadoras pesadas, um canhão-morteiro CM60A1, ou um único canhão automático de 20 mm HS804.

### Derivados colombianos
No início dos anos 1990, a Colômbia procurou um substituto doméstico a sua frota de Urutus. A decisão de adquirir um transporte unicamente colombiano foi tomada para economizar divisas externas e promover a indústria local; com o fechamento da Engesa, oficiais colombianos também estavam preocupados que partes para a série Urutu ficariam cada vez mais escassas e caras de obter no futuro. Em 1993, a Colômbia produziu um único protótipo designado “El Zipo”, que era essencialmente um Urutu simplificado reconstruído com partes locais. De 1996 a 2003 mais três protótipos foram construídos e designados “Aymara”. O programa foi suspenso após o Exército Colombiano rejeitar o “Aymara” em favor do Dragoon 300 para complementar os Urutus ainda em serviço. Ao menos um protótipo foi mantido para treinamento, enquanto outro pode ter sido convertido num veículo de neutralização de explosivos.
Os derivados colombianos do Urutu compartilhavam a mesma transmissão, sistema elétrico e motor do Urutu base mas usavam um chassi de quatro rodas que eliminava a suspensão boomerang articulada do veículo. Seus chassis eram externamente idênticos ao Urutu, mantendo a mesma configuração de escotilhas e portas; porém, as dimensões do interior eram diferentes. Por exemplo, o compartimento de motor do “Aymara” estava no centro do chassi em vez de na frente dianteira como no Urutu. Os protótipos eram todos ao menos cinco toneladas mais pesados que o Urutu padrão e não tinham capacidade anfíbia.

## Operadores

### Atuais operadores

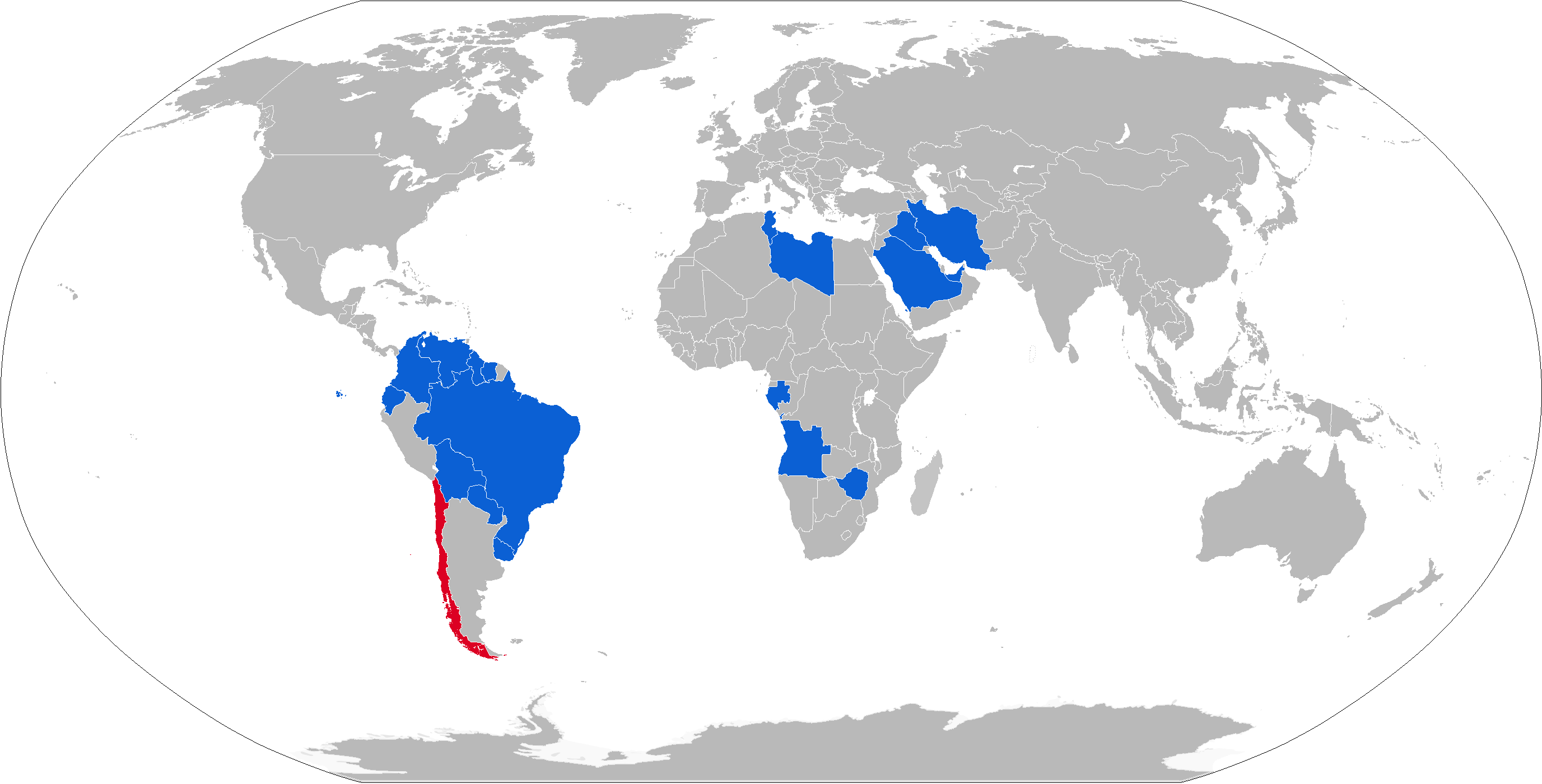
Operadores atuais em azul e ex-operadores em vermelho

- Angola: 24 comprados.[4]
- Bolívia: 12 comprados.[4]
- Brasil: 223 comprados,[4] dos quais 5 do modelo M2 e 41 do modelo M6 permaneciam em serviço em 2024.[31]
  -  Rio de Janeiro: 3 cedidos pelo Exército ao Batalhão de Operações Policiais Especiais.[29]
- Colômbia: 56 comprados.[4]
- Chipre: 10 comprados.[11]
- Emirados Árabes Unidos: 132[4] ou 60 comprados.[11]
- Equador: 32 comprados.[4]
- Gabão: 12[47] ou 11 comprados.[4]
- Guiana 24 comprados.[44]
- Iraque: 148 comprados.[4]
  -  Curdistão iraquiano[48]
- Irã[40][42][49]
- Jordânia: 82 comprados.[4]
- Líbia: 40 comprados.[4]
- Nigéria[2]
- Paraguai: 12 comprados.[4]
- Senegal[50]
- Suriname: 16[4] ou 15 comprados.[11]
- Tunísia: 18 comprados.[4][51]
- Uruguai: 29[11][32]
- Venezuela: 38 comprados.[4]
- Zimbabwe: 7 comprados.[4]

### Ex-operadores
- Chile: 37 comprados.[4]